# Reidar Nyborg
Reidar Nyborg, född 4 april 1923, död 30 april 1990, var en norsk längdskidåkare som tävlade under 1940-talet. Han kom trea på 4 x 10 kilometer stafett under OS i Sankt Moritz 1948.